# 仙台市議会
仙台市議会（せんだいしぎかい）は、宮城県の県庁所在地である仙台市の議会。

## 概要
- 定数：55人
- 任期：2023年8月28日 - 2027年8月27日
- 選挙区：各行政区を選挙区とする中選挙区制（単記非移譲式）
- 議長：橋本啓一（自由民主党）
- 副議長：鈴木広康（公明党仙台市議団）

## 施設
仙台市議会旧議事堂は1965年（昭和40年）10月に完成し、同年の12月定例会から使用された。1988年（昭和63年）の旧泉市と旧秋保町の仙台市への編入合併後は議員数が計129人となり本会議場に入れなくなったため、本庁舎8階ホールで本会議を開いたこともあった。2011年（平成23年）の東日本大震災では議場の照明用アクリル板が落下し、通路の天井や壁面の一部に被害が出た。
仙台市議会旧議事堂は2023年の令和5年第2回定例会が最後となり、2023年（令和5年）6月9日に仙台市議会本会議場閉場セレモニーが行われた。市役所新庁舎建て替えに伴い、議会機能は本庁舎7階および8階に仮移転する。仮移転中は本庁舎7階が議会受付、各会派控室、議会事務局等、8階が本会議場、傍聴席、各委員会室、傍聴受付等になる。
2028年度に利用開始予定の仙台市役所の新本庁舎では14階および15階となる。

## 会派
2023年9月現在、自由民主党、市民フォーラム仙台、公明党仙台市議団、日本共産党仙台市議団、立憲民主党仙台の5会派による多数与党体制となっている。
2017年8月、市長選に勝利し郡和子が仙台市長に就任。民主、社民、共産などの会派による少数与党体制が築かれた。
民進党を前身とする立憲民主党と国民民主党は、2019年8月の市議選の際に統一会派を結成した。
2020年に社会民主党が立憲民主党へ部分合流した際、同党の市議会議員全員が立憲民主党に合流。しかし会派は存続しているため、立憲民主党系会派は2会派存在する。
2021年8月の市長選の際、現職の郡和子を支援する「有志の会」が自民、公明、立民などの市議会議員により結成された。これにより多数与党体制が確立される。独自候補の擁立を模索した一部の自民党市議会議員がこれに反発し、新たな会派「せんだい自民党」が結成された。
2023年7月の市議選後、自民党系会派は、市長を支援する「自由民主党」、市長と距離を置く「せんだい自民・参政の会」、「自由民主党フォーラム」の3会派存在する。
| 会派名                 | 議員数 | 所属党派             | 女性議員数 | 女性議員の比率(%) |
| ---------------------- | ------ | -------------------- | ---------- | ----------------- |
| 自由民主党             | 12     | 自由民主党           | 0          | 0                 |
| 公明党仙台市議団       | 9      | 公明党               | 3          | 33.33             |
| 市民フォーラム仙台     | 9      | 立憲民主党6・無所属3 | 2          | 22.22             |
| 日本共産党仙台市議団   | 6      | 日本共産党           | 3          | 50                |
| せんだい自民・参政の会 | 6      | 自由民主党5・参政党1 | 1          | 16.67             |
| 立憲民主党仙台         | 4      | 立憲民主党           | 2          | 50                |
| 仙台維新               | 5      | 日本維新の会         | 3          | 60                |
| 心豊かな社会をつくる会 | 1      | 無所属               | 1          | 100               |
| 市民の会               | 1      | 無所属               | 0          | 0                 |
| 自由民主党フォーラム   | 1      | 自由民主党           | 0          | 0                 |
| 欠員                   | 1      |                      |            |                   |
| 計                     | 55     |                      | 15         | 27.27             |

（2024年7月12日現在）

## 選挙区・定数
仙台市議会の選挙制度は、各行政区を選挙区とする中選挙区制（単記非移譲式）である。
| 選挙区   | 定数 |
| -------- | ---- |
| 青葉区   | 15   |
| 宮城野区 | 10   |
| 若林区   | 7    |
| 太白区   | 12   |
| 泉区     | 11   |
| 計       | 55   |

## 議員報酬と諸手当
| 役職   | 報酬                           | 期末手当      | 政務活動費  |
| ------ | ------------------------------ | ------------- | ----------- |
| 議長   | 月額 92万0000円（102万0000円） | 年 3.35か月分 | 月額 35万円 |
| 副議長 | 月額 84万0000円（91万0000円）  | 年 3.35か月分 | 月額 35万円 |
| 議員   | 月額 81万0000円（84万0000円）  | 年 3.35か月分 | 月額 35万円 |

※報酬は減額措置を実施中。括弧内は本来の報酬額。

## 出身者

### 国会議員(現職)
- 岡本章子 - 立憲民主党所属の衆議院議員・比例東北ブロックで当選
- 鎌田さゆり - 立憲民主党所属の衆議院議員、前宮城県議会議員。宮城2区で当選
- 早坂敦 - 日本維新の会所属の衆議院議員・比例東北ブロックで当選

## 歴代議長
特記なき場合「歴代議長／歴代副議長」による。
| 代 | 氏名         | 就任             | 退任             | 備考       |
| -- | ------------ | ---------------- | ---------------- | ---------- |
| 1  | 村松亀一郎   | 明治22年4月25日  | 明治23年12月31日 |            |
| 2  | 藤沢幾之輔   | 明治24年1月24日  | 明治25年12月31日 |            |
| 3  | 菅克復       | 明治26年1月27日  | 明治32年12月31日 |            |
| 4  | 村松亀一郎   | 明治33年1月29日  | 明治40年4月25日  |            |
| 5  | 遠藤庸治     | 明治40年5月1日   | 明治40年12月31日 |            |
| 6  | 田代進四郎   | 明治41年1月13日  | 大正2年4月24日   |            |
| 7  | 村松亀一郎   | 大正2年5月1日    | 大正6年4月24日   |            |
| 8  | 野副重一     | 大正6年5月5日    | 大正10年4月24日  |            |
| 9  | 佐藤長成     | 大正10年5月7日   | 大正14年4月24日  |            |
| 10 | 坂元蔵之允   | 大正14年5月8日   | 昭和4年4月24日   |            |
| 11 | 坂元蔵之允   | 昭和4年5月7日    | 昭和6年1月13日   | 在職中死去 |
| 12 | 山田久右衛門 | 昭和6年1月26日   | 昭和8年4月24日   |            |
| 13 | 梅津喜一     | 昭和8年5月8日    | 昭和12年4月24日  |            |
| 14 | 佐々木幸助   | 昭和12年5月8日   | 昭和14年1月28日  |            |
| 15 | 梅津喜一     | 昭和14年2月1日   | 昭和16年2月22日  |            |
| 16 | 梅津喜一     | 昭和16年2月24日  | 昭和16年12月13日 |            |
| 17 | 早坂忠       | 昭和16年12月18日 | 昭和17年5月20日  |            |
| 18 | 鈴木重兵衛   | 昭和17年6月4日   | 昭和20年8月26日  |            |
| 19 | 佐藤十兵衛   | 昭和20年8月30日  | 昭和22年4月29日  |            |
| 20 | 高橋喜三郎   | 昭和22年5月20日  | 昭和23年6月10日  |            |
| 21 | 高橋喜三郎   | 昭和23年6月10日  | 昭和24年2月25日  |            |
| 22 | 佐伯満雄     | 昭和24年2月25日  | 昭和24年10月14日 |            |
| 23 | 佐伯満雄     | 昭和24年10月14日 | 昭和26年4月29日  |            |
| 24 | 伊藤庄之助   | 昭和26年5月8日   | 昭和27年6月28日  |            |
| 25 | 早坂忠       | 昭和27年6月28日  | 昭和30年4月29日  |            |
| 26 | 高橋勝彦     | 昭和30年5月16日  | 昭和33年10月1日  |            |
| 27 | 畑惣一郎     | 昭和33年10月1日  | 昭和34年5月1日   |            |
| 28 | 畑惣一郎     | 昭和34年5月19日  | 昭和35年12月8日  |            |
| 29 | 早坂忠       | 昭和35年12月16日 | 昭和38年5月1日   |            |
| 30 | 佐藤欽一     | 昭和38年5月21日  | 昭和42年5月1日   |            |
| 31 | 藤井勝雄     | 昭和42年5月22日  | 昭和46年5月1日   |            |
| 32 | 加藤清之進   | 昭和46年5月17日  | 昭和47年6月19日  |            |
| 33 | 行方要       | 昭和47年6月19日  | 昭和50年5月1日   |            |
| 34 | 行方要       | 昭和50年5月15日  | 昭和51年6月11日  |            |
| 35 | 大浦貢       | 昭和51年6月11日  | 昭和54年5月1日   |            |
| 36 | 太田幸作     | 昭和54年5月14日  | 昭和56年6月18日  |            |
| 37 | 山田幸左衛門 | 昭和56年6月18日  | 昭和58年5月1日   |            |
| 38 | 伊藤倉蔵     | 昭和58年5月16日  | 昭和60年6月7日   |            |
| 39 | 佐藤太二     | 昭和60年6月7日   | 昭和62年5月1日   |            |
| 40 | 高沢竹寿     | 昭和62年5月13日  | 平成元年6月8日   |            |
| 41 | 屋代光一     | 平成元年6月8日   | 平成3年5月1日    |            |
| 42 | 大泉鉄之助   | 平成3年5月9日    | 平成5年6月14日   |            |
| 43 | 小池純夫     | 平成5年6月14日   | 平成7年5月1日    |            |
| 44 | 大内久雄     | 平成7年5月10日   | 平成9年6月9日    |            |
| 45 | 菅原敏秋     | 平成9年6月9日    | 平成11年5月1日   |            |
| 46 | 岡征男       | 平成11年5月13日  | 平成13年6月8日   |            |
| 47 | 村上隆志     | 平成13年6月8日   | 平成15年5月1日   |            |
| 48 | 鈴木繁雄     | 平成15年5月15日  | 平成17年6月9日   |            |
| 49 | 柳橋邦彦     | 平成17年6月9日   | 平成19年5月1日   |            |
| 50 | 赤間次彦     | 平成19年5月15日  | 平成21年6月9日   |            |
| 51 | 野田譲       | 平成21年6月9日   | 平成23年8月27日  |            |
| 52 | 佐藤正昭     | 平成23年9月8日   | 平成25年9月3日   |            |
| 53 | 西澤啓文     | 平成25年9月3日   | 平成27年8月27日  |            |
| 54 | 岡部恒司     | 平成27年9月7日   | 平成29年9月11日  |            |
| 55 | 斎藤範夫     | 平成29年9月11日  | 令和元年8月27日  |            |
| 56 | 鈴木勇治     | 令和元年9月9日   | 令和3年9月9日    |            |
| 57 | 赤間次彦     | 令和3年9月9日    | 令和5年8月27日   |            |
| 58 | 橋本啓一     | 令和5年8月31日   | 現職             |            |